# Guča (selo)
Guča (selo) (em cirílico: Гуча (село)) é uma vila da Sérvia localizada no município de Lučani, pertencente ao distrito de Moravica, na região de Stari Vlah, Dragačevo. A sua população era de 1940 habitantes segundo o censo de 2011.

## Demografia
| 1948 | 1953 | 1961 | 1971 | 1981 | 1991 | 2002 | 2011 |
| ---- | ---- | ---- | ---- | ---- | ---- | ---- | ---- |
| 2032 | 2060 | 1900 | 1800 | 1907 | 1951 | 2010 | 1940 |